# 羅永聰
羅永聰（英語：Julian Law Wing Chung，1978年4月22日—），曾任香港《明報》採訪主任及前財政司司長政治助理。

## 簡歷
羅永聰在香港出生及長大，祖籍廣東台山，他於軒尼詩道官立小學以及皇仁書院畢業，並先後於香港大學取得法學學士及新聞碩士。他於2000年入職《明報》法庭版記者，及後升為採訪主任，期間曾轉到《信報》工作。他亦曾經於英國牛津大學擔任訪問學人。2012年11月出任財政司司長曾俊華的政治助理，於2016年12月12日與其後宣佈參選特首的曾俊華一同提出辭職。他其後以義工身份於曾俊華的競選團隊內工作，擔任公關智囊，為曾俊華出謀獻策。
2018年1月26日，羅永聰與前《蘋果日報》偵查組記者盧勁業成立「蘇杭街一號」，邀得前財政司司長曾俊華進行掲匾儀式。
2019年9月，皇仁書院學生會及舊生會設立「公民課習課」，有關分享講者包括前保安局局長及現任香港大學政治及公共行政學系榮譽教授黎慶寧、前財政司司長政治助理羅永聰、國際關係學者沈旭暉，以及校內不同組別的學生代表。分享主題分別是「盛夏爭議．剩下甚麼爭議？」，認識過去3個月的社會爭議、社會運動的傳播媒介與訊息等；「終局與開端」，了解分辨消息的真偽、香港的第四五權等；「學生的時代使命」，社會運動的演化與民意的反應等。
2019年11月，羅永聰等人曾進入被示威者占據的理工大學。並在出席港台節目時形容目前理大校園的情況差到難以想像，圖書館被消防喉淋了數日，如同水池湖泊，電錶房被破壞，衞生情況開始轉差，飯堂傳出異味，個別同學肚瀉發燒。同時期，前立法會主席曾鈺成、港大法律系講師張達明、監警會前委員鄭承隆等四人，經康莊道香港消防總部大廈進入理工大學校園，稱帶自願離開的示威者離開理大。